# Somers Town (Londen)
Somers Town is een wijk in het Londense bestuurlijke gebied Camden, in de regio Groot-Londen.